# Massals
Massals (okzitanisch Maçals) ist eine französische Gemeinde mit 113 Einwohnern (Stand: 1. Januar 2022) im Département Tarn in der Region Okzitanien. Die Gemeinde gehört zum Arrondissement Albi und zum Kanton Le Haut Dadou (bis 2015: Kanton Alban).

## Lage
Massals liegt etwa 31 Kilometer ostsüdöstlich von Albi. Im Osten der Gemeinde entspringt der Oulas. Umgeben wird Massals von den Nachbargemeinden Curvalle im Norden, Miolles im Osten und Nordosten, Montfranc im Südosten, Le Masnau-Massuguiès im Süden sowie Paulinet im Westen.

## Bevölkerungsentwicklung
| Jahr                      | 1962 | 1968 | 1975 | 1982 | 1990 | 1999 | 2006 | 2013 |
| Einwohner                 | 307  | 343  | 258  | 186  | 161  | 155  | 134  | 103  |
| Quelle: Cassini und INSEE |      |      |      |      |      |      |      |      |